# Mayonaka Punch
 (août 2024).
La mise en forme du texte ne suit pas les recommandations de Wikipédia : il faut le « wikifier ».
Les points d'amélioration suivants sont les cas les plus fréquents. Le détail des points à revoir est peut-être précisé sur la page de discussion.
- Les titres sont pré-formatés par le logiciel. Ils ne sont ni en capitales, ni en gras.
- Le texte ne doit pas être écrit en capitales (les noms de famille non plus), ni en gras, ni en italique, ni en « petit »…
- Le gras n'est utilisé que pour surligner le titre de l'article dans l'introduction, une seule fois.
- L'italique est rarement utilisé : mots en langue étrangère, titres d'œuvres, noms de bateaux, etc.
- Les citations ne sont pas en italique mais en corps de texte normal. Elles sont entourées par des guillemets français : « et ».
- Les listes à puces sont à éviter, des paragraphes rédigés étant largement préférés. Les tableaux sont à réserver à la présentation de données structurées (résultats, etc.).
- Les appels de note de bas de page (petits chiffres en exposant, introduits par l'outil «  Source ») sont à placer entre la fin de phrase et le point final[comme ça].
- Les liens internes (vers d'autres articles de Wikipédia) sont à choisir avec parcimonie. Créez des liens vers des articles approfondissant le sujet. Les termes génériques sans rapport avec le sujet sont à éviter, ainsi que les répétitions de liens vers un même terme.
- Les liens externes sont à placer uniquement dans une section « Liens externes », à la fin de l'article. Ces liens sont à choisir avec parcimonie suivant les règles définies. Si un lien sert de source à l'article, son insertion dans le texte est à faire par les notes de bas de page.
- La présentation des références doit suivre les conventions bibliographiques. Il est recommandé d'utiliser les modèles {{Ouvrage}}, {{Chapitre}}, {{Article}}, {{Lien web}} et/ou {{Bibliographie}}. Le mode d'édition visuel peut mettre en forme automatiquement les références.
- Insérer une infobox (cadre d'informations à droite) n'est pas obligatoire pour parachever la mise en page.

Pour une aide détaillée, merci de consulter Aide:Wikification.
Si vous pensez que ces points ont été résolus, vous pouvez retirer ce bandeau et améliorer la mise en forme d'un autre article.
Mayonaka Punch (真夜中ぱんチ, Mayonaka Panchi) est une anime japonaise originale produite par P.A. Works. La série est créée par Dōga Tōkō Shōjo et réalisée par Shū Honma, avec Hideaki Shirasaka comme scénariste, Ryōta Arima adaptant les personnages originaux de Tsukasa Kotobuki pour l'animation, et Tape et Raku composant la musique. L'anime a été lancé en juillet 2024. Une adaptation manga illustrée par Tomomi Usui a commencé à être publiée en série dans le magazine Young Ace de Kadokawa Shoten en mars 2024, tandis qu'une adaptation en light novel écrite par Tsuzuro Hibi et illustrée par Tsukasa Kotobuki a été publiée par Fujimi Shobo en juillet 2024.

## Médias

### Manga
Une adaptation manga illustrée par Tomomi Usui a commencé sa sérialisation dans le magazine Young Ace de Kadokawa Shoten le 4 mars 2024,. Un seul volume tankōbon est sorti en juillet 2024.

### Anime
Le 26 janvier 2024, Kadokawa Corporation et PA Works ont annoncé qu'ils produisaient la série télévisée animée originale, qui a été diffusée pour la première fois le 8 juillet 2024 sur Tokyo MX, AT-X et d'autres réseaux. La chanson du thème d'ouverture est "Gimi Gimi" (ギミギミ) interprétée par Live (Fairouz Ai), Ichiko (Yuina Itō), Fū (Hina Yōmiya), Tokage (Hitomi Ueda) et Yuki (Ai Kayano), tandis que la chanson du thème de fin est "Henshū-ten" (編集点, Modèle:Lit)  interprété par Masaki (Ikumi Hasegawa). Crunchyroll a autorisé la série dans les Amériques, en Afrique, en Europe, au Moyen-Orient, dans la CEI, dans le sous-continent indien et en Océanie,. Medialink a autorisé la série en Asie de l'Est et du Sud-Est pour la diffusion en streaming sur la chaîne YouTube d'Ani-One Asia.

### Light novel
Une adaptation de light novel écrite par Tsuzuro Hibi et illustrée par Tsukasa Kotobuki a été publiée par Fujimi Shobo sous leur label Fujimi Fantasia Bunko le 20 juillet 2024.